# PZL-104 Wilga
Le PZL-104 Wilga (en français : « Loriot ») est un monomoteur polyvalent polonais construit par Państwowe Zakłady Lotnicze (PZL).

## Histoire
Le PZL-104 Wilga 1 est développé surtout pour le sport aérien, il est notamment utilisé pour le remorquage de planeurs, et le parachutisme. Le prototype équipé d'un moteur de 195 ch prit l'air pour la première fois le 24 avril 1962, mais ses performances s'avérèrent insuffisantes.
Le prototype suivant, PZL-104 Wilga 2, reçoit une structure renforcée et plus légère, son fuselage est amélioré et le cockpit permet une excellente visibilité. Il s'envole pour la première fois le 1er août 1963 et, le 30 décembre de la même année est essayée la version d'export, PZL-104 Wilga C, dotée d'un moteur Continental.
La version suivante, PZL-104 Wilga 3, est équipée d'un moteur en étoile AI-14R et prend l'air le 31 décembre 1965. Après avoir fabriqué une petite série, le châssis est renforcé et l'empattement élargi. Ce modèle, désigné PZL-104 Wilga 35 est essayé en vol le 29 juin 1967 et devient la version fabriquée en grande série.
En 2008 le dernier exemplaire est produit. Au total 997 appareils Wilga ont été produits.

## Caractéristiques

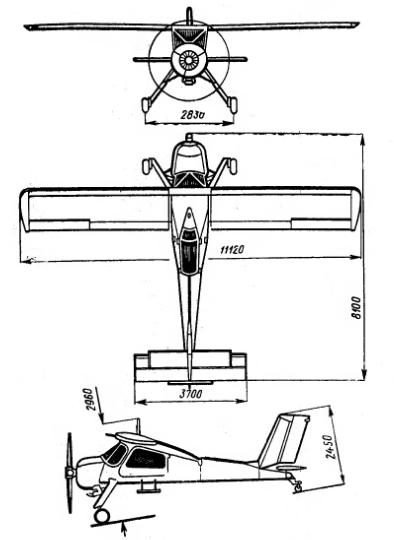
PZL-104 Wilga

| Version                | PZL-104 Wilga 35               | PZL-104MA Wilga 2000           |
| ---------------------- | ------------------------------ | ------------------------------ |
| Envergure              | 11,12 m                        | 11,28 m                        |
| Longueur               | 8,10 m                         | 8,62 m                         |
| Hauteur                | 2,94 m                         | 2,58 m                         |
| Surface alaire         | 15,50 m2                       | 15,50 m2                       |
| Masse à vide           | 900 kg                         | 968 kg                         |
| Masse maximale         | 1 300 kg                       | 1 400 kg                       |
| Moteur                 | PZL AI-14RA de 194 kW (260 ch) | Lycoming IO-540-KIB5 de 300 ch |
| Carburant              | 195 l                          | 400 l                          |
| Performances           |                                |                                |
| Vitesse maximale       | 200 km/h                       | 243 km/h                       |
| Vitesse de croisière   | 157 km/h                       | 208 km/h                       |
| Vitesse de décrochage  | 68 km/h                        | 93 km/h                        |
| Vitesse ascensionnelle | 5,0 m/s                        | 4,7 m/s                        |
| Plafond                | 4 000 m                        | 3 500 m                        |
| Distance franchissable | 680 km                         | 1 240 km                       |

## Versions

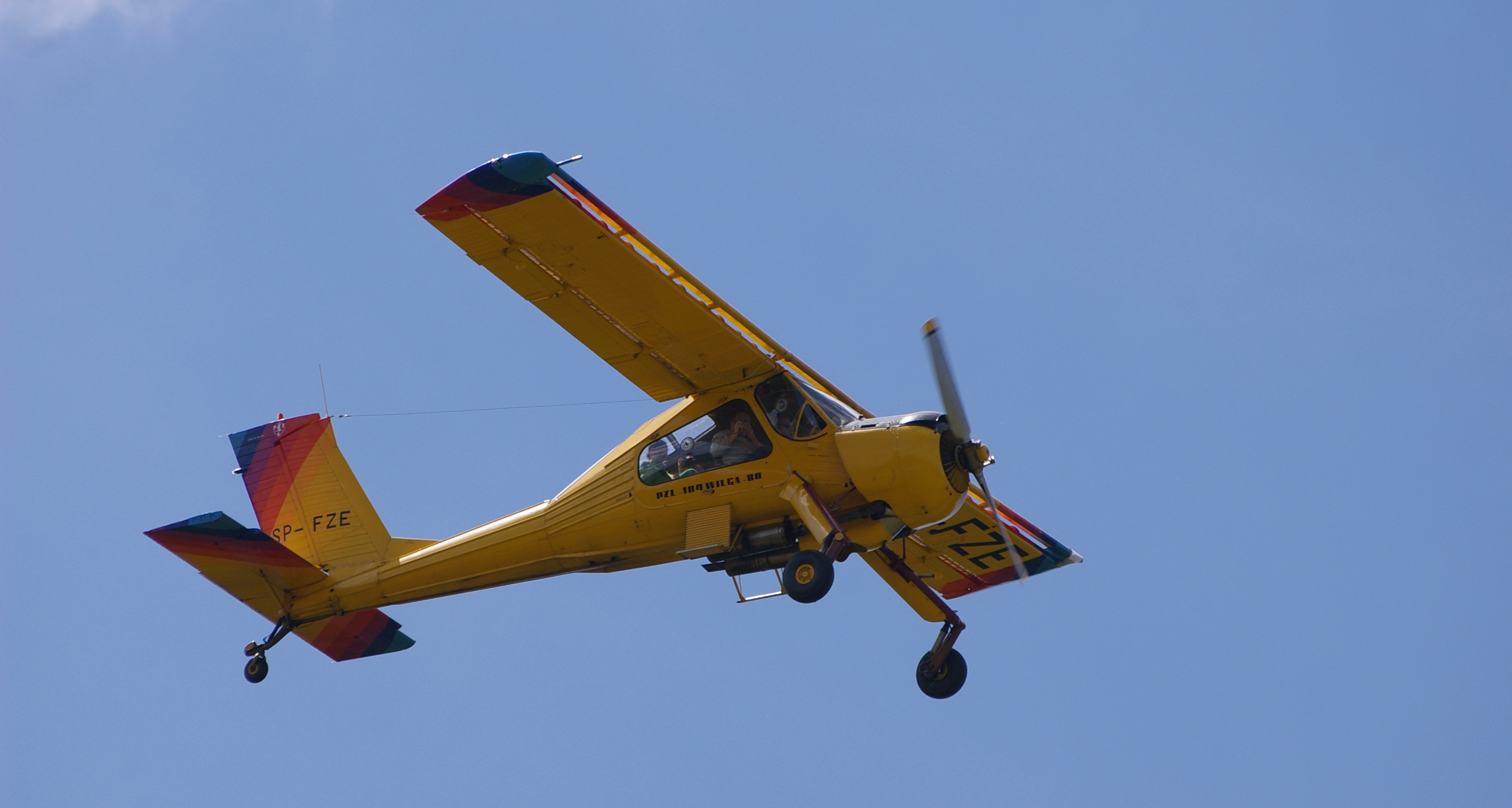
PZL-104 Wilga en vol

Wilga 35A - version de base équipée de crochet de remorquage de planeurs.

Wilga 35H - version d'hydravion, développé en coopération polono-canadienne.

Wilga 35P - avion d'affaires. Seule différence avec le Wilga 35A est le manque de crochet. Utilisé par l'Armée de L'Air Polonaise.

Wilga 35R - aéronef de travail agricole, emporte 300 litres de produits chimiques.

Wilga 35S - avion ambulance.

Wilga 40 - version modifiée de Wilga 35 équipée de becs de sécurité, et de stabilisateur.

Wilga 80 - adaptée à la réglementation américaine (FAR).

Wilga 80/1400 (80H) - hydravion destiné au Canada équipé d'un moteur PZL AI-14RD de 280 ch.

Wilga 88 - version expérimentale qui donna le PZL-105 Flaming (en).

Wilga 2000 - version équipée d'un moteur boxer Lycoming, avec aile modifiée (bec de sécurité supprimé au-dessus du fuselage), aérodynamique améliorée.

PZL-104 MF Wilga 2000 - version de patrouille destinée aux Gardes-Frontières.

PZL-104 MN Wilga 2000 - version de 2001.

PZL-104 MW Wilga 2000 Hydro - version équipée de flotteurs.

PZL-104 MA Wilga 2000 - développée en collaboration avec EADS, plus aérodynamique, équipée de winglet et d'hélice à 3 pales.

## Description technique
Le PZL-104 Wilga est un aéronef à voilure haute équipée de becs de bord d'attaque à fente fixe. Le fuselage a une structure semi-monocoque en duraluminium. Le train d'atterrissage est fixe. Les réservoirs de carburant se trouvent dans les ailes.

## Le PZL-104 Wilga à l'étranger
Le PZL-104 Wilga est en service dans les pays suivants: l'ex-URSS, l'Allemagne, l'Autriche, la Belgique, la Bulgarie, le Canada, Cuba, l'Égypte, l'Espagne, les États-Unis, la Grande-Bretagne, la Hongrie, la Mongolie, la Nouvelle-Zélande, la Roumanie, la Slovaquie, la Suisse, la République tchèque, la Turquie et le Venezuela.
Le PZL-104 Wilga a également été fabriqué en Indonésie sous le nom de Gelatik.